# Côme-Damien Degland
Côme-Damien Degland (Armentières, 1787 – Lilla, 1856) è stato uno zoologo e medico francese.

## Biografia
Degland nacque a Armentières, e visse a Lilla per la maggior parte della sua vita, dove fu il capo del Hôpital Saint-Sauveur, e dove anche morì. Partecipò alla fondazione del Museo di Storia Naturale di Lille, nella quale ci sono anche le sue collezioni zoologiche originali. Pubblicò un catalogo dei coleotteri nel 1821, e un catalogo in due volumi degli uccelli della Francia e dell'Europa nel 1849. Con Zéphirin Gerbe, fu co-autore di Ornithologie européenne, ou, Catalogue descriptif, analytique et raisonné des oiseaux observés en Europe (seconda edizione, 1867).
Melanitta deglandi prese il nome da lui.